# ريناتو سوليتش
ريناتو سوليتش (بالكرواتية: Renato Sulić) مواليد 12 أكتوبر 1979 في رييكا، هو لاعب كرة يد كرواتي. يلعب حاليا مع نادي فيسبرم لكرة اليد ويحمل الرقم 33. مثل منتخب كرواتيا لكرة اليد. شارك في دورة الألعاب الأولمبية الصيفية سنة 2008. حقق المركز الأول في بطولة العالم لكرة اليد للرجال 2003.

## الإنجازات
- كأس أوروبا لكرة اليد
  - الفوز (1): 2000
- الدوري الكرواتي لكرة اليد
  - الفوز : 2001-02، 2002–03، 2003–04
- الدوري السلوفيني لكرة اليد
  - الفوز (2): 2006-07، 2007–08
- الدوري المجري لكرة اليد
  - الفوز (8): 2004-05، 2009–10، 2010–11، 2011–12، 2012–13، 2013–14، 2014–15، 2015-16
  - الوصافة (1)
- دوري الجنوب الشرقي لكرة اليد
  - الفوز (2)
- دوري أبطال أوروبا لكرة اليد
  - الوصافة 2014–15، دوري أبطال أوروبا لكرة اليد 2015–16
- ألعاب البحر الأبيض المتوسط 2001 - الأول
- بطولة أوروبا لكرة اليد للرجال 2002 - الـ 16
- بطولة العالم لكرة اليد للرجال 2003 - الأول
- بطولة أوروبا لكرة اليد للرجال 2004 - الـ 4
- بطولة أوروبا لكرة اليد للرجال 2006 - الـ 4
- بطولة العالم لكرة اليد للرجال 2007 - الـ 5
- بطولة أوروبا لكرة اليد للرجال 2008 - الثاني
- الألعاب الأولمبية الصيفية 2008 - الـ 4

## روابط خارجية
- ريناتو سوليتش على موقع الاتحاد الأوروبي لكرة اليد (الإنجليزية)
- ريناتو سوليتش على موقع أوليمبيديا (الإنجليزية)